# Енгелберт фон Васербург
Енгелберт фон Васербург (на немски: Engelbert von Wasserburg; Engelbert von Attel und Reichenhall; на латински: Engelbertus qui Hallgravio dictus et de Aetele; Engilpreht Halgrave de Atile; * ок. 1100; † 20 септември 1161) от фамилията на графовете на Дисен, странична линия на Андекската династия, е халграф (солница) в Райхенхал, граф на Ател, Линтбург и Васербург.

## Произход и управление
Той е единственият син на граф Гебхард I фон Дисен, халграф на Райхенхал († 3 октомври 1102), и съпругата му Рихарда фон Спонхайм († ок. 1130), дъщеря на Енгелберт I фон Спанхайм, граф в Каринтия († 1096), и съпругата му Хадвиг Билунг Саксонска († 1112), дъщеря на херцог Бернхард II от Саксония († 1059) и сестра на Хартвиг I фон Спонхайм, епископ на Регенсбург († 1126).
Майка му е вдовица на Бертхолд I фон Шварценбург († 1090) и на граф Попо II († 1098), маркграф на Крайна и Истрия. Така той е полубрат на Фридрих I фон Шварценбург, архиепископ на Кьолн († 1131), на София фон Истрия († 1132), омъжена за граф Бертолд II фон Андекс († 1151), и на Хедвиг фон Виндберг († 1162), омъжена за граф Херман I фон Винценбург и за граф Адалберт I фон Боген. Чичо е на Ото VI фон Андекс, епископ на Бамберг († 1196).
Той е привърженик на Хоенщауфените и възстановява манастир Ател в днешния Васербург на Ин.

## Фамилия
Първи брак: с Аделхайд. Те имат децата:
- Гебхард II († 1175), халлграф на Васербург, 1169 г. влиза в манастир Райхерсберг и дава халфграфството си на баварския херцог Хайнрих Лъв
- Аделхайд, монахиня в Райхерсберг (1169)
- Рихардис, монахиня в Райхерсберг (1169)

Втори брак: през 1132 г. с Хедвиг фон Формбах-Фихтенщайн († 4 февруари 1170), единствената дъщеря на граф Дитрих II фон Формбах († 1145) и съпругата му Аделхайд Австрийска († 1120), дъщеря на маркграф Луитполд II фон Бабенберг († 1096), маркграф на Австрия. Те имат децата:
- Ирмгард, омъжена за граф Адолф IV фон Берг († сл. 1161/65)
- Кунигунда († 1005), омъжена за граф Егино III фон Урах († 1180)
- Дитрих III фон Васербург († 1206), 3-ти халграф на Васербург от 1169 г., женен за Хайлвих (Хелрика) фон Вителсбах (ок. 1171 – 1200), дъщеря на херцог Ото I от Бавария († 1183)